# Талышинская, Джахан Рза кызы
Джахан-ханым Талышинская (азерб. Cahan Talışinskaya; Cahan Rza qızı Talışinskaya; 9 февраля 1909, Ленкорань, Бакинская губерния — 1 марта 1967, Баку) — азербайджанская певица, заслуженная артистка Азербайджанской ССР (1940).

## Биография
Родилась в Ленкорани в богатой дворянской семье и по материнской линии приходилась племянницей генералу Самед-беку Мехмандарову. Училась в школе для девочек Мариам Байрамалибековой, а в возрасте девяти лет переехала в Баку, чтобы поступить в Азербайджанскую женскую семинарию. Живя в доме своей старшей сестры, она училась играть на пианино и таре без профессионального обучения. Её исключительный музыкальный слух и голос быстро снискали ей славу, и в 1934 году она стала солисткой Азербайджанской государственной филармонии. Путешествовала по отдаленным сельским районам Азербайджана, чтобы собрать образцы народной музыки, многие из которых позже впервые прозвучали публично. В 1936 году выступала с концертами в Москве, Ленинграде и Киеве и выпустила грампластинку.

### Репрессии
В 1937 году во время сталинских репрессий после ареста и ссылки её бывшего мужа, брата, сестры Ситары, её мужа Халид Сеида Ходжаева и мужа другой сестры, она подвергалась подозрительному отношению со стороны правительственных учреждений, иногда вплоть до отказа в разрешении на гастроли. Несмотря на то, что в 1940 году была признана заслуженной артисткой Азербайджана, в 1942 году Джахан-ханым и её четырнадцатилетний сын Назим были в конечном итоге сосланы в Петропавловск как «враги народа». Позже ей разрешили поселиться в Ташкенте, где она смогла продолжить свою карьеру в местной филармонии. Вскоре она познакомилась с членом Комитета по делам искусств при Совете Министров СССР и будущим заместителем министра культуры Владимиром Суриным, который был знаком с ней по конкурсу эстрадной музыки в Москве, в котором она участвовала и победила еще в 1938 году. После его одобрения она уехала из Ташкента в Тбилиси, чтобы выступать в Тбилисском азербайджанском драматическом театре, а затем (по настоянию режиссера Шамси Бадалбейли) в Азербайджанском театре музыкальной комедии, где проявила себя как выдающаяся комедийная актриса. В 1949 году её творческая карьера была прервана, и Талышинская была выслана в Среднюю Азию во второй раз. Вместе с сыном были реабилитированы вскоре после смерти Сталина, разоблачения культа личности и реабилитации невинно осужденных и репрессированных, но продолжали жить в Ташкенте, пока землетрясение 1966 года не разрушило их дом. Она со своей семьей немедленно вернулась в Баку, где через год умерла от сердечной недостаточности, играя на пианино.